# 2023-as Formula–1 mexikóvárosi nagydíj
A mexikóvárosi nagydíj a 2023-as Formula–1 világbajnokság tizenkilencedik futama volt, amelyet 2023. október 27. és október 29. között rendeztek meg az Autódromo Hermanos Rodríguez versenypályán, Mexikóvárosban.

## Választható keverékek
| Abroncs              | Friss | Használt |
| -------------------- | ----- | -------- |
| Kemény keverék (C3)  |       |          |
| Közepes keverék (C4) |       |          |
| Lágy keverék (C5)    |       |          |
| Átmeneti esőgumi (I) |       |          |
| Teljes esőgumi (W)   |       |          |

## Szabadedzések

### Első szabadedzés
A mexikóvárosi nagydíj első szabadedzését október 27-én, pénteken délután tartották, magyar idő szerint 20:30-tól.
| helyezés | versenyző        | csapat/motor          | elért idő  | különbség | futott kör |
| -------- | ---------------- | --------------------- | ---------- | --------- | ---------- |
| 1        | Max Verstappen   | Red Bull-Honda RBPT   | 1:19,718   | −         | 29         |
| 2        | Alexander Albon  | Williams-Mercedes     | 1:19,813   | +0,095    | 31         |
| 3        | Sergio Pérez     | Red Bull-Honda RBPT   | 1:20,015   | +0,297    | 28         |
| 4        | Lando Norris     | McLaren-Mercedes      | 1:20,237   | +0,519    | 30         |
| 5        | Charles Leclerc  | Ferrari               | 1:20,297   | +0,579    | 30         |
| 6        | Oscar Piastri    | McLaren-Mercedes      | 1:20,463   | +0,745    | 32         |
| 7        | Carlos Sainz Jr. | Ferrari               | 1:20,479   | +0,761    | 23         |
| 8        | Daniel Ricciardo | AlphaTauri-Honda RBPT | 1:20,568   | +0,850    | 30         |
| 9        | Esteban Ocon     | Alpine-Renault        | 1:20,677   | +0,959    | 26         |
| 10       | Lance Stroll     | Aston Martin-Mercedes | 1:20,687   | +0,969    | 26         |
| 11       | Lewis Hamilton   | Mercedes              | 1:20,724   | +1,006    | 25         |
| 12       | Nico Hülkenberg  | Haas-Ferrari          | 1:20,968   | +1,250    | 29         |
| 13       | Csou Kuan-jü     | Alfa Romeo-Ferrari    | 1:21,129   | +1,411    | 27         |
| 14       | Logan Sargeant   | Williams-Mercedes     | 1:21,157   | +1,439    | 30         |
| 15       | Oliver Bearman   | Haas-Ferrari          | 1:21,313   | +1,595    | 31         |
| 16       | Fernando Alonso  | Aston Martin-Mercedes | 1:21,347   | +1,629    | 17         |
| 17       | Isack Hadjar     | AlphaTauri-Honda RBPT | 1:21,941   | +2,223    | 25         |
| 18       | Jack Doohan      | Alpine-Renault        | 1:22,109   | +2,391    | 25         |
| 19       | Frederik Vesti   | Mercedes              | 1:22,937   | +3,219    | 26         |
| 20       | Théo Pourchaire  | Alfa Romeo-Ferrari    | idő nélkül |           | 4          |

### Második szabadedzés
A mexikóvárosi nagydíj második szabadedzését október 28-án, pénteken délelőtt tartották, magyar idő szerint 00:00-tól.
| helyezés | versenyző        | csapat/motor          | elért idő | különbség | futott kör |
| -------- | ---------------- | --------------------- | --------- | --------- | ---------- |
| 1        | Max Verstappen   | Red Bull-Honda RBPT   | 1:18,686  | −         | 26         |
| 2        | Lando Norris     | McLaren-Mercedes      | 1:18,805  | +0,119    | 31         |
| 3        | Charles Leclerc  | Ferrari               | 1:18,952  | +0,266    | 33         |
| 4        | Valtteri Bottas  | Alfa Romeo-Ferrari    | 1:18,955  | +0,269    | 33         |
| 5        | Sergio Pérez     | Red Bull-Honda RBPT   | 1:18,988  | +0,302    | 29         |
| 6        | Daniel Ricciardo | AlphaTauri-Honda RBPT | 1:19,002  | +0,316    | 31         |
| 7        | Lewis Hamilton   | Mercedes              | 1:19,024  | +0,338    | 30         |
| 8        | Esteban Ocon     | Alpine-Renault        | 1:19,077  | +0,391    | 29         |
| 9        | Oscar Piastri    | McLaren-Mercedes      | 1:19,163  | +0,477    | 31         |
| 10       | George Russell   | Mercedes              | 1:19,227  | +0,541    | 31         |
| 11       | Carlos Sainz Jr. | Ferrari               | 1:19,257  | +0,571    | 34         |
| 12       | Cunoda Júki      | AlphaTauri-Honda RBPT | 1:19,290  | +0,604    | 34         |
| 13       | Csou Kuan-jü     | Alfa Romeo-Ferrari    | 1:19,415  | +0,729    | 27         |
| 14       | Alexander Albon  | Williams-Mercedes     | 1:19,446  | +0,760    | 23         |
| 15       | Nico Hülkenberg  | Haas-Ferrari          | 1:19,535  | +0,849    | 29         |
| 16       | Pierre Gasly     | Alpine-Renault        | 1:19,642  | +0,956    | 29         |
| 17       | Logan Sargeant   | Williams-Mercedes     | 1:19,900  | +1,214    | 26         |
| 18       | Lance Stroll     | Aston Martin-Mercedes | 1:20,075  | +1,389    | 17         |
| 19       | Kevin Magnussen  | Haas-Ferrari          | 1:20,112  | +1,426    | 30         |
| 20       | Fernando Alonso  | Aston Martin-Mercedes | 1:20,426  | +1,740    | 30         |

### Harmadik szabadedzés
A mexikóvárosi nagydíj harmadik szabadedzését október 28-án, szombaton délután tartották, magyar idő szerint 19:30-tól.
| helyezés | versenyző        | csapat/motor          | elért idő | különbség | futott kör |
| -------- | ---------------- | --------------------- | --------- | --------- | ---------- |
| 1        | Max Verstappen   | Red Bull-Honda RBPT   | 1:17,887  | −         | 19         |
| 2        | Alexander Albon  | Williams-Mercedes     | 1:17,957  | +0,070    | 19         |
| 3        | Sergio Pérez     | Red Bull-Honda RBPT   | 1:18,026  | +0,139    | 19         |
| 4        | George Russell   | Mercedes              | 1:18,248  | +0,361    | 20         |
| 5        | Oscar Piastri    | McLaren-Mercedes      | 1:18,392  | +0,505    | 22         |
| 6        | Valtteri Bottas  | Alfa Romeo-Ferrari    | 1:18,437  | +0,551    | 26         |
| 7        | Cunoda Júki      | AlphaTauri-Honda RBPT | 1:18,450  | +0,563    | 26         |
| 8        | Lando Norris     | McLaren-Mercedes      | 1:18,480  | +0,593    | 21         |
| 9        | Daniel Ricciardo | AlphaTauri-Honda RBPT | 1:18,499  | +0,612    | 15         |
| 10       | Lewis Hamilton   | Mercedes              | 1:18,522  | +0,635    | 21         |
| 11       | Logan Sargeant   | Williams-Mercedes     | 1:18,718  | +0,831    | 15         |
| 12       | Csou Kuan-jü     | Alfa Romeo-Ferrari    | 1:18,917  | +1,030    | 21         |
| 13       | Charles Leclerc  | Ferrari               | 1:18,970  | +1,083    | 22         |
| 14       | Lance Stroll     | Aston Martin-Mercedes | 1:19,094  | +1,207    | 21         |
| 15       | Carlos Sainz Jr. | Ferrari               | 1:19,293  | +1,406    | 23         |
| 16       | Nico Hülkenberg  | Haas-Ferrari          | 1:19,320  | +1,433    | 18         |
| 17       | Fernando Alonso  | Aston Martin-Mercedes | 1:19,471  | +1,584    | 21         |
| 18       | Pierre Gasly     | Alpine-Renault        | 1:19,509  | +1,622    | 19         |
| 19       | Kevin Magnussen  | Haas-Ferrari          | 1:19,573  | +1,686    | 9          |
| 20       | Esteban Ocon     | Alpine-Renault        | 1:19,839  | +1,952    | 19         |

## Időmérő edzés
A mexikóvárosi nagydíj időmérő edzését október 28-án, szombaton délután tartották, magyar idő szerint 23:00-tól.
| helyezés              | rajtszám | versenyző        | csapat/motor          | 1. rész    | 2. rész    | 3. rész  | rajthely   | futott kör |
| --------------------- | -------- | ---------------- | --------------------- | ---------- | ---------- | -------- | ---------- | ---------- |
| 1                     | 16       | Charles Leclerc  | Ferrari               | 1:18,401   | 1:17,901   | 1:17,166 | 1          | 17         |
| 2                     | 55       | Carlos Sainz Jr. | Ferrari               | 1:18.755   | 1:18.382   | 1:17.233 | 2          | 17         |
| 3                     | 1        | Max Verstappen   | Red Bull-Honda RBPT   | 1:18,099   | 1:17,625   | 1:17,263 | 3          | 15         |
| 4                     | 3        | Daniel Ricciardo | AlphaTauri-Honda RBPT | 1:18,341   | 1:17,706   | 1:17,382 | 4          | 15         |
| 5                     | 11       | Sergio Pérez     | Red Bull-Honda RBPT   | 1:18,553   | 1:18,124   | 1:17,423 | 5          | 16         |
| 6                     | 44       | Lewis Hamilton   | Mercedes              | 1:18,677   | 1:17,571   | 1:17,454 | 6          | 18         |
| 7                     | 81       | Oscar Piastri    | McLaren-Mercedes      | 1:18,241   | 1:17,874   | 1:17,623 | 7          | 18         |
| 8                     | 63       | George Russell   | Mercedes              | 1:18,893   | 1:17,673   | 1:17,674 | 8          | 19         |
| 9                     | 77       | Valtteri Bottas  | Alfa Romeo-Ferrari    | 1:18,429   | 1:18,016   | 1:18,032 | 9          | 17         |
| 10                    | 24       | Csou Kuan-jü     | Alfa Romeo-Ferrari    | 1:19,016   | 1:18,440   | 1:18,050 | 10         | 15         |
| 11                    | 10       | Pierre Gasly     | Alpine-Renault        | 1:18,945   | 1:18,521   |          | 11         | 15         |
| 12                    | 27       | Nico Hülkenberg  | Haas-Ferrari          | 1:18,969   | 1:18,524   |          | 12         | 12         |
| 13                    | 14       | Fernando Alonso  | Aston Martin-Mercedes | 1:18,848   | 1:18,738   |          | 13         | 14         |
| 14                    | 23       | Alexander Albon  | Williams-Mercedes     | 1:18,828   | 1:19,147   |          | 14         | 12         |
| 15                    | 22       | Cunoda Júki      | AlphaTauri-Honda RBPT | 1:18,890   | idő nélkül |          | 18[a]      | 11         |
| 16                    | 31       | Esteban Ocon     | Alpine-Renault        | 1:19,080   |            |          | 15         | 6          |
| 17                    | 20       | Kevin Magnussen  | Haas-Ferrari          | 1:19,163   |            |          | 16         | 9          |
| 18                    | 18       | Lance Stroll     | Aston Martin-Mercedes | 1:19,227   |            |          | boxutca[b] | 9          |
| 19                    | 4        | Lando Norris     | McLaren-Mercedes      | 1:21,554   |            |          | 17         | 6          |
| 107%-os idő: 1:23,565 |          |                  |                       |            |            |          |            |            |
| NK                    | 6        | Logan Sargeant   | Williams-Mercedes     | idő nélkül |            |          | 19[c]      | 6          |

Megjegyzések:
- ↑ a:  — Cunoda Júki eredetileg a 15. helyről kezdte volna a futamot, de a a mezőny végéről rajtolt, mivel több motorkomponenst is kicseréltek az autójába.[3]
- ↑ b:  — Lance Stroll eredetileg a 18. helyről kezdte volna a futamot, de mivel csapata az autó specifikációját megváltoztatta a parc fermé ideje alatt, ezért a boxutcából kellett rajtolnia.[4]
- ↑ c:  — Logan Sargeant nem érte el a 107%-os időlimitet, mivel gyorskörei érvénytelenítésre kerültek, de végül rajtengedélyt kapott a stewardoktól, valamint 10 rajthelyes büntetést kapott a felügyelőktől, miután a sárga zászlós fázis alatt megelőzte Cunoda Júkit.[5]

## Futam
A mexikóvárosi nagydíj futamát október 29-én, vasárnap délután tartották, magyar idő szerint 21:00-kor.
| helyezés | rajtszám | versenyző        | csapat/motor          | futott kör | idő/kiesés oka   | rajthely | pont  |
| -------- | -------- | ---------------- | --------------------- | ---------- | ---------------- | -------- | ----- |
| 1        | 1        | Max Verstappen   | Red Bull-Honda RBPT   | 71         | 2:02:30,814      | 3        | 25    |
| 2        | 44       | Lewis Hamilton   | Mercedes              | 71         | +13,875          | 6        | 19[a] |
| 3        | 16       | Charles Leclerc  | Ferrari               | 71         | +23,124          | 1        | 15    |
| 4        | 55       | Carlos Sainz Jr. | Ferrari               | 71         | +27,154          | 2        | 12    |
| 5        | 4        | Lando Norris     | McLaren-Mercedes      | 71         | +33,266          | 17       | 10    |
| 6        | 63       | George Russell   | Mercedes              | 71         | +41,020          | 8        | 8     |
| 7        | 3        | Daniel Ricciardo | AlphaTauri-Honda RBPT | 71         | +41,570          | 4        | 6     |
| 8        | 81       | Oscar Piastri    | McLaren-Mercedes      | 71         | +43,104          | 7        | 4     |
| 9        | 23       | Alexander Albon  | Williams-Mercedes     | 71         | +48,573          | 14       | 2     |
| 10       | 31       | Esteban Ocon     | Alpine-Renault        | 71         | +1:02,879        | 15       | 1     |
| 11       | 10       | Pierre Gasly     | Alpine-Renault        | 71         | +1:06,208        | 11       |       |
| 12       | 22       | Cunoda Júki      | AlphaTauri-Honda RBPT | 71         | +1:18,982        | 18       |       |
| 13       | 27       | Nico Hülkenberg  | Haas-Ferrari          | 71         | +1:20,309        | 12       |       |
| 14       | 24       | Csou Kuan-jü     | Alfa Romeo-Ferrari    | 71         | +1:21,676        | 10       |       |
| 15       | 77       | Valtteri Bottas  | Alfa Romeo-Ferrari    | 71         | +1:25,597[b]     | 9        |       |
| 16[c]    | 2        | Logan Sargeant   | Williams-Mercedes     | 70         | üzemanyagpumpa   | 19       |       |
| 17[c]    | 18       | Lance Stroll     | Aston Martin-Mercedes | 66         | baleset          | boxutca  |       |
| Ki       | 14       | Fernando Alonso  | Aston Martin-Mercedes | 47         | baleseti sérülés | 13       |       |
| Ki       | 20       | Kevin Magnussen  | Haas-Ferrari          | 31         | baleset          | 16       |       |
| Ki       | 11       | Sergio Pérez     | Red Bull-Honda RBPT   | 1          | baleseti sérülés | 5        |       |

Megjegyzések:
- ↑ a:  — Lewis Hamilton  a helyezéséért járó pontok mellett a versenyben futott leggyorsabb körért további 1 pontot szerzett.
- ↑ b:  — Valtteri Bottas utólag 5 másodperces időbüntetést kapott, mert összeütközött Lance Strollal, emiatt egy hellyel hátrébb került.[6]
- ↑ c:  — Logan Sargeant és Lance Stroll nem fejezte be a futamot, de helyezésüket értékelték, mivel a versenytáv több, mint 90%-át teljesítették.

## A világbajnokság állása a verseny után
| H   | Versenyzők       | Pont | H   | Konstruktőrök         | Pont |
| --- | ---------------- | ---- | --- | --------------------- | ---- |
| 1.  | Max Verstappen   | 491  | 1.  | Red Bull-Honda RBPT   | 731  |
| 2.  | Sergio Pérez     | 240  | 2.  | Mercedes              | 371  |
| 3.  | Lewis Hamilton   | 220  | 3.  | Ferrari               | 349  |
| 4.  | Carlos Sainz Jr. | 183  | 4.  | McLaren-Mercedes      | 256  |
| 5.  | Fernando Alonso  | 183  | 5.  | Aston Martin-Mercedes | 236  |
| 6.  | Lando Norris     | 169  | 6.  | Alpine-Renault        | 101  |
| 7.  | Charles Leclerc  | 166  | 7.  | Williams-Mercedes     | 28   |
| 8.  | George Russell   | 151  | 8.  | AlphaTauri-Honda RBPT | 16   |
| 9.  | Oscar Piastri    | 87   | 9.  | Alfa Romeo-Ferrari    | 16   |
| 10. | Pierre Gasly     | 56   | 10. | Haas-Ferrari          | 12   |

(A teljes táblázat)

## Statisztikák
- Vezető helyen:
  - Max Verstappen: 59 kör (1–19 és 32–71)
  - Charles Leclerc: 12 kör (20–31)
- Charles Leclerc 22. pole-pozíciója.
- Lewis Hamilton 64. versenyben futott leggyorsabb köre.
- Max Verstappen 51. futamgyőzelme.
- A Red Bull Racing 110. futamgyőzelme.
- Max Verstappen 95., Lewis Hamilton 197., Charles Leclerc 28. dobogós helyezése.
- Nico Hülkenberg 200. versenyén állt rajthoz.[7]
- A Ferrari, mint motorszállító 250. pole-pozíciója.[8]
- Max Verstappen 16. győzelmével megdöntötte az egy évben megszerzett legtöbb győzelem rekordját.[9]